# Битва за Тарент (209 до н. э.)
Битва за Тарент (209 год до н. э.) — взятие римскими войсками под командованием Квинта Фабия Максима италийского города Тарент, тремя годами ранее захваченного Ганнибалом с помощью измены.

Фабий также, как и Ганнибал, взял Тарент с помощью измены. Плутарх писал:
«В римском войске служил молодой тарентинец, у которого в городе оставалась преданная и нежно привязанная к нему сестра. Её полюбил бруттиец, командовавший отрядом, который Ганнибал поставил в Таренте. Это внушило тарентинцу надежду на успех, и он, с ведома и согласия Фабия, проник в город, по слухам же — бежал к сестре. Прошло несколько дней — бруттиец не показывался: женщина думала, что брат ничего не знает об их связи. Наконец юноша ей говорит: „У нас там были толки, будто ты живешь с каким-то важным начальником. Кто это такой? Если правда, что он человек порядочный и блистающий доблестью, не все ли равно, откуда он родом! Война ведь всё смешивает! К тому же подчиниться принуждению — не позор, более того, великая удача, если в эту пору, когда о справедливости нет уже и речи, приходится подчиняться насилию не слишком грубому“. После этого разговора женщина послала за бруттийцем и познакомила с ним брата, а тот, покровительствуя его страсти, так что сестра, казалось, стала к возлюбленному добрее и ласковее, чем прежде, быстро вошел к варвару в доверие и, в конце концов, без особого труда склонил влюбленного, да вдобавок ещё наемника, к измене, посулив ему от имени Фабия богатые дары. Так излагает эти события большинство писателей. Некоторые называют виновницей измены бруттийца не тарентинку, а бруттийку, наложницу Фабия; узнав, что начальник бруттийского отряда — её земляк и знакомый и сообщив об этом Фабию, она отправилась к городской стене, завязала с ним беседу и убедила перейти на сторону римлян.»
Чтобы отвлечь внимание Ганнибала, Фабий приказал войску, стоявшему в Регии (а это были «главным образом перебежчики и ни на что не годный сброд»), совершить набег на Бруттий и взять штурмом Кавлонию. По расчётам Фабия, эта приманка должна была увести карфагенян от Тарента. И действительно, Ганнибал немедленно устремился в Бруттий.

## Осада
Тем временем Фабий осадил Тарент.
«…на шестую ночь к нему прибыл юноша, вступивший через сестру в сговор с бруттийцем; перед тем как уйти из города, он запомнил и старательно рассмотрел место, где бруттиец собирался, неся караул, впустить римлян. Тем не менее Фабий не положился на это всецело: сам он подошел к стене и стал спокойно ждать, а остальное войско, со страшным шумом и криком, бросилось на приступ одновременно и с суши и с моря, так что большинство тарентинцев побежали на подмогу тем, кто оборонял укрепления; в это время бруттиец подал Фабию знак, и римляне, взобравшись по лестницам, захватили город.»

## Итоги
Фабий приказал казнить знатнейших бруттийцев. Тридцать тысяч тарентинцев были проданы в рабство, город разграблен, в римскую казну поступило три тысячи талантов. В разгар грабежа писец спросил Фабия, что делать с богами (он имел в виду картины и статуи), на что Квинт ответил: «Оставим тарентинцам их разгневанных богов». Но он увёз с собой огромное изображение Геракла и поставил его на Капитолии, а рядом — свою конную статую из бронзы.
Тем временем Ганнибал возвращался к Таренту и, узнав о взятии города, сказал: «Стало быть, и у римлян есть свой Ганнибал: мы потеряли Тарент так же, как раньше захватили». Согласно Плутарху, тогда же Ганнибал признался друзьям, что уже давно понял, как трудно захватить Италию с имеющимися у него силами и средствами. «Теперь же, я убедился, что это невозможно», — заключил Ганнибал.